# Rio Casies
Il Rio Casies (Gsieserbach in tedesco) è un fiume dell'Alto Adige che nasce dal monte Altacroce nelle Alpi Pusteresi. Forma l'omonima valle (Val Casies) e confluisce dopo una ventina di chilometri a Monguelfo nel fiume Rienza da destra.
Attraversa l'intero comune di Valle di Casies e solo negli ultimi chilometri entra nel comune di Monguelfo.